# Hypoponera albopubescens
Hypoponera albopubescens is een mierensoort uit de onderfamilie van de Ponerinae. De wetenschappelijke naam van de soort is voor het eerst geldig gepubliceerd in 1939 door Menozzi.